# QCAD
QCAD — 2-мірна САПР з відкритим сирцевим кодом, призначена для створення машинобудівних креслень та архітектурних планів. Працює під Windows, Mac OS X та на *NIX системах.
За своєю функціональністю програма дещо поступається власницьким аналогам типу AutoCad, але є однією з небагатьох повноцінних 2D САПР під Linux / Unix, що має безплатну версію.

## Огляд
САПР QCAD написана з використанням каркаса Qt і націлена на виконання завдань 2D-проєктування, таких як підготовка інженерних і будівельних креслень, схем і планів. Система підтримує розширення функціональності через плаґіни і надає засоби для створення скриптів-розширень на мові JavaScript, в яких доступні всі можливості Qt і QCAD API.
Інженеру пропонується кілька десятків інструментів для створення і модифікації об'єктів, а також бібліотека з тисячами шаблонів готових елементів. QCad надає інструменти для креслення точок, прямих, дуг, кіл, еліпсів, ламаних, NURBS-кривих, тексту, розмірів, штрихування та суцільної заливки. Він також може працювати з растровими зображеннями і має безліч інших інструментів. Командний рядок розташований під головним вікном, у ньому Ви можете контролювати хід креслення. Надаються засоби роботи з шарами і блоками (групами об'єктів). Доступно 35 спеціалізованих шрифтів, але підтримуються і звичайні шрифти TrueType.
З іншого боку, вільний QCad не підтримує DWG-файли, які використовуються у AutoCAD-і. Однак Qcad працює з DXF-файлами, які можна відкрити у AutoCAD (перетворення з одного формату в інший відбувається без зміни структури креслення, за винятком овалів які при перенесенні з Qcad в AutoCAD не відображаються).
Ключовими відмінностями платної версії QCAD Professional є підтримка формату DWG, підтримка новіших версій DXF, можливість експорту в SVG, підтримка створення багатосторінкових PDF, 24-розрядна глибина кольору, розширені можливості друку (багатосторінковий друк, обрізання країв, друк тегів), додаткові інструменти проєктування (визначення декількох точок на лінії, управління вузлами, робота з багатокутними областями, можливість виділення всіх видимих елементів, засоби для вирівнювання, операції з полілініями, розбивки об'єкта на частини і виявлення дублікатів). Можна завантажити демо-версію Professional Edition і використовувати її без обмежень у функціональності 100 годин (але не більше 10 хвилин за сеанс).
Відкрита редакція QCAD була випущена в 2008 році і базувався на Qt 3. Випуск вільної версії QCad Community Edition слідував за кілька місяців після професійної версії. Для гілки 2.х разом з новим комерційним релізом випускався код минулої версії, наприклад, відкрита версія QCAD 2.0 вийшла одночасно з комерційним QCAD 2.2).
Випущений у 2012 реліз QCAD 3.0 поставлявся тільки у формі власницького застосунку, що було відповіддю RibbonSoft на створення вільного форку LibreCAD, в якому були з коробки доступні найцікавіші особливості, специфічні для комерційної версії QCAD, а також було вироблено портування інтерфейсу на Qt4. Але вже з версії QCAD 3.1 знов вийшла Community Edition, при чому одночасно з комерційною версією. Вона також примітна зміною ліцензії з GPLv2 на GPLv3 і переходом на Qt 4. Як базовий формат пропонується DXF R15 (представлений у 2000 році), який може бути використаний для обміну двовимірними даними з пакетом AutoCAD. Через купівлю власницького плаґіна можливе забезпечення підтримки новішої версії DXF, а також використовуваного в продуктах AutoCAD формату DWG.
Бінарні складання підготовлені для Linux, Windows і OS X, сирцеві коди community-редакції поширюються під ліцензією GPLv3.
QCad досить успішно застосовується в таких країнах, як Тайвань. Деякі тайванської компанії взяли її як стандартне рішення.

## Виноски
1. ↑  The qcad Open Source Project on Open Hub: Languages Page — 2006.
2. 1 2  RibbonSoft GmbH (August, 2010). QCAD Downloads - QCAD Community Edition. QCAD (англ.). RibbonSoft GmbH. Архів оригіналу за 29 лютого 2012. Процитовано 4 вересня 2010.
3. ↑  Chen Nan Yang, перевод Александр Тарасов (22-9-2007). Открытые программы - архитекторам (рос.). Виртуальная энциклопедия "Linux по-русски". Архів оригіналу за 29-02-2012. Процитовано 4 вересня 2010.
4. ↑  Увидела свет открытая система автоматизированного проєктирования QCAD 3.1 [Архівовано 29 жовтня 2013 у Wayback Machine.] // opennet.ru 17.06.2013